# Karlo I., portugalski kralj
Karlo I. (28. rujna 1863. – 1. veljače 1908.), punim imenom Carlos Fernando Luís Maria Victor Miguel Rafael Gabriel Gonzaga Xavier Francisco de Assis José Simão de Bragança Sabóia Bourbon e Saxe-Coburgo-Gota, pretposljednji kralj Portugala, vladao od 1889. do 1908. godine.
Ubijen je 1. veljače 1908., zajedno s najstarijim sinom prestolonasljednikom Luísom Filipeom Naslijedio ga je drugi sin Manuel II., koji je vladao kao posljednji portugalski kralj.